# 柱八 (毕宿)
柱八，即御夫座26（26 Aur, 26 Aurigae）是一个位于御夫座的恒星系统，距离地球约450光年，视星等为5.40。赤经053838.0853，赤纬+30° 29′ 32.684″。